# Arsène Thiébaut de Berneaud
Pour les articles homonymes, voir Thiebaud, Thiébault, Thiébaut (homonymie).
 (août 2019).
Si vous disposez d'ouvrages ou d'articles de référence ou si vous connaissez des sites web de qualité traitant du thème abordé ici, merci de compléter l'article en donnant les références utiles à sa vérifiabilité et en les liant à la section « Notes et références ».
Arsène (ou Arsenne) Thiébaut de Berneaud, né le 14 janvier 1777 à Sedan et mort en janvier 1850 à  Paris, est un militaire et agronome français.

## Biographie
Le registre paroissial de Sedan le note comme Thiebaut Jean Sainte-Marie Antoine Arsene. Il achève ses études lorsque la Révolution commence. Il s’enrôle en 1792, dès que la guerre est déclarée, dans un régiment de hussards. S’étant distingué dans plusieurs occasions, notamment dans la bataille de Kaiserslautern, en décembre 1793, où il reçoit cinq blessures graves, il est déclaré « avoir bien mérité à la patrie » par un décret de la Convention. Ne pouvant plus alors supporter les fatigues de la guerre, il se retire avec le grade honoraire de capitaine et entre dans l’administration du département des Vosges, puis dans celui de la Meurthe, et au Ministère de l’Intérieur sous Benezech (1795).
En 1796, sur l’ordre du directeur Carnot, il est chargé d’une mission importante dans l’armée, sous le commandement de Moreau, en Bavière ; il sauve, au combat de Kamlach, la vie d'un officier hessois qui lui donnera sa fille, Charlotte de Berneaud, qu'il épouse vers 1806. C'est à la suite de ce mariage qu' il se fait appeler Thiébaut de Berneaud. Puis il revient à ses premières études et reprend le travail de Bacon et de Diderot sur les connaissances humaines. Quoique bien au-dessous de ses modèles, l’ouvrage du jeune philosophe obtient le suffrage de la classe des sciences morales et politiques de l’Institut, est imprimé aux frais de l’État.
Il entreprend des voyages en Italie, dans les îles, en Illyrie, Épire, en Grèce et dans son archipel, en Ionie, en Égypte, sur les côtes de la Mauritanie et dans la péninsule hispanique. Mais les événements politiques qui surviennent apportent de grands obstacles à cette entreprise, et Thiébaut se voit, à son grand regret, forcé de borner ses courses scientifiques à l’Italie, aux îles qui l’avoisinent et à quelques parties de la Grèce. C’est surtout d’antiquités et d’histoire naturelle qu’il s’occupe, entretenant à ces sujets des correspondants de Paris. En 1804, il écrit sur la fièvre jaune qui éclate à Livourne, et sa lettre, communiquée à l’Institut, fait l’objet d’un rapport très honorable. À l’exemple de ses amis Valentin et Devèze, il s’y montre « anticontagioniste », ce qui devient ensuite l’opinion de la plupart des médecins. Pour ses travaux, sur cet important sujet, il reçoit la Légion d'honneur, que le ministre de l’Intérieur lui envoie sans qu’il l’eût demandée ; mais toujours fortement attaché à ses principes de démocratie, il la refuse fièrement, préférant, pour les avances qu’il avait faites, un dédommagement en argent, qu’il ne demande et ne reçoit pas, d’ailleurs.
Revenu à Paris, en 1808, Thiébaut-de-Berneaud se lie de plus en plus avec l’homme de lettres Pierre-François Tissot (1768-1854), dont il partage depuis longtemps les opinions et les travaux politiques. Il publie divers écrits de science, de littérature, travaillant en même temps à la rédaction de plusieurs ouvrages collectifs, notamment de la Bibliothèque physico-économique, à laquelle il participe pendant 10 ans, et des comptes rendus de la Société linnéenne de Paris, dont il est le secrétaire pendant 7 ans, depuis sa réorganisation (1819) jusqu’en 1826. Dans les dernières années de sa vie, il travaille à la bibliothèque Mazarine (1808), où il devient conservateur adjoint le 1er janvier 1849.
Il propose des ouvrages sur des matières très différentes les unes des autres (d’un Traité du père de famille en 1799 à un Manuel complet de la laiterie en 1842, en passant par un Mémoire sur la fièvre jaune en 1804, De l’Orme en 1811, un Manuel du Vigneron en 1823). Il étudie beaucoup l’économie rurale, et donne ainsi un Traité de l’éducation des animaux domestiques en 1820-1823, un Manuel du cultivateur français en 1829.

## Publications
- Traité du père de famille, 1799
- Voyage à l'Isle des Peupliers, enrichi de quatre gravures par Louis-François Mariage, Lepetit, libraire, 1799
- Mémoire sur la fièvre jaune, 1804
- Du genêt, considéré sous le rapport de ses différentes espèces, de ses propriétés et des avantages qu’il offre à l’agriculture et à l’économie domestique, Paris : chez D. Colas, 1810, in-8°, VI-92 p.
- avec Sonnini de Manoncourt, Annuaire de l’Industrie française, ou Recueil par ordre alphabétique des Inventions, Découvertes et perfectionnemens dans les Arts utiles et agréables, qui se font à Paris et dans les départemens ; contenant l’état actuel des manufactures, fabriques, ateliers et autres établissemens d’industrie française, avec les noms et adresses des inventeurs, le prix des différents objets, leur emploi ou leur application à divers usages, Paris : chez D. Colas, 1811 et 1812, 2 vol. in-12
- De l’Orme, 1811
- Traité de l’éducation des animaux domestiques, dans lequel on indique les moyens les plus simples et les plus sûrs de les multiplier, de les entretenir en santé et d’en tirer le plus d’avantages possibles, Paris : chez Audot, 1820-1823, 2 vol. in-12, XII-357 et II-488 p.
- Manuel théorique et pratique du vigneron français, ou l'art de cultiver la vigne, de faire les vins, les eaux-de-vie et vinaigres, Paris : Roret, 1823 ; 3e édition revue. corrigée, augmentée et ornée de figures, Paris : Roret, 1827. Le manuel connut un grand succès à l'étranger. Il y a une traduction anglaise dès 1829, une italienne dès 1840.
- Éloge historique de l'abbé François Rozier, restaurateur de l'agriculture française, A. Barbier, 1833, 92 p.
- Manuel du cultivateur français, ou l’Art de bien cultiver les terres, de soigner les bestiaux, et de retirer des unes et des autres le plus de bénéfices possibles, Paris : Libraire encyclopédique de Roret, 1829, 2 vol. in-18 ; nouvelle édition, revue corrigée, considérablement augmentée (Nouveau manuel complet du cultivateur français), Paris : Roret, 1841, 2 tomes en 1 vol., 295-276 p.
- Nouveau manuel complet de la laiterie, ou Traité analytique et critique de toutes les méthodes adoptées ou proposées pour le gouvernement de la laiterie, avec l’indication des moyens les plus simples et les plus certains de tirer parti du lait des animaux domestiques, de faire du beurre, de confectionner les fromages, Paris : Librairie encyclopédique de Roret, 1842, in-18, XII-255 p.
- Traité élémentaire de Botanique et de physiologie végétale, Société encyclographique[1] des Sciences médicales, rue de Flandre 155, Bruxelles, 1838